# NGC 261
NGC 261 est une nébuleuse en émission située dans le Petit Nuage de Magellan (PNM), donc à environ 199 000 années-lumière de nous. NGC 261 a été découverte par l'astronome écossais James Dunlop en 1826.
De nombreuses nébuleuses en émission sont présentes dans cette région du PNM, comme le montre cette image publiée sur le site du département de physique du Texas Tech University.